# Mój dom (album Korteza)
Mój dom – drugi album polskiego muzyka Korteza, wydany 3 listopada 2017 przez Jazzboy. Za teksty odpowiedzialna była Agata Trafalska, która pracowała nad nimi z Kortezem.
Piosenki znajdujące się na limitowanej edycji Mój dom pochodzą ze wspólnego koncertu Korteza i Mashy Qrelli (berlińskiej artystki o niemiecko-rosyjskich korzeniach od lat związanej z tamtejszą sceną niezależną), który odbył się 10 września 2017 roku w Teatrze Nowym w ramach Festiwalu Łódź Czterech Kultur.
Na tydzień przed oficjalną premierą mieliśmy okazję usłyszeć w radiowej Trójce prawie wszystkie piosenki z nowej płyty Korteza. Artysta był gościem Piotra Stelmacha.

## Lista utworów

### CD1
1. „Pierwsza”
2. „Dobrze, że cię mam”
3. „We dwoje”
4. „Film przed snem”
5. „Dobry moment”
6. „Nic tu po mnie”
7. „Dziwny sen”
8. „Trudny wiek”
9. „Wyjdź ze mną na deszcz”

### CD2
1. „Warschau”
2. „Black”
3. „Flowers”
4. „I Need Somebody”
5. „Like Father Like Son”

## Certyfikaty i sprzedaż
| Kraj          | Certyfikat       | Sprzedaż |
| ------------- | ---------------- | -------- |
| Polska (ZPAV) | diamentowa płyta | 150 000+ |